# Факультет радіофізики, електроніки та комп'ютерних систем Київського національного університету імені Тараса Шевченка
Факультет радіофізики, електроніки та комп'ютерних систем, ФРЕКС (колишній Радіофізичний факультет, РФФ) — організаційний і навчально-науковий структурний підрозділ Київського національного університету ім. Т. Шевченка та покликаний провадити фундаментальну підготовку спеціалістів у галузі фізики, електроніки, комп'ютерної інженерії з одного боку та математики з іншого.

## Заснування та історія факультету
Історія факультету починається з заснування у 1952 р. радіофізичного факультету Київського державного університету. Його створення було продиктовано нагальною необхідністю у підготовці кваліфікованих інженерів для потреб військово-промислового комплексу Радянського Союзу. Перший випуск був уже 1953 р., бо це були старшокурсники фізичного факультету, переведені на новостворений радіофізичний. Для навчання на молодших курсах запросили найкращих студентів педагогічних інститутів України. Стипендію призначили удвічі вищу, ніж на інших факультетах університету.
Новостворений факультет підпорядковувався не Міністерству освіти, а безпосередньо військовому відомству. Про саме його існування намагалися не згадувати. Згодом факультет отримав «відкриту» назву — «Факультет № 3». Те саме було зі створеними на базі радіофізичного факультету кафедрами: кафедра електрофізики отримала 1-й номер, електроніки — 2-й, радіофізики — 3-й.
З моменту створення факультет розміщувався у Червоному корпусі, приміщення якого були непристосовані для розміщення лабораторного обладнання та досліджень. Для потреб факультету у 1975 р. був зведений новий навчальний корпус в Голосієві.
Підготовка фахівців велась з трьох спеціальностей: фізичної електроніки, фізики напівпровідників і квантової радіофізики (на той час радіофізики) за програмами стаціонарного відділення.
За роки існування факультету було випущено понад 6 тисяч кваліфікованих фахівців.
Радіофізичний факультет першим в Україні перейшов на багатоступеневу систему підготовки спеціалістів і зараз готує бакалаврів (4 роки навчання), спеціалістів (5 років) та магістрів (6 років). У зв'язку з впровадженням Болонської системи найближчими роками підготовка спеціалістів припиниться.
На факультеті щорічно проходять міжнародні конференції молодих вчених «Електроніка та прикладна фізика».
На базі факультету у 2009 р. створено новий підрозділ університету — Інститут високих технологій. Він створений з метою підготовки та перепідготовки висококваліфікованих науковців нового покоління, здатних розв'язувати проблеми сучасних природничих наук з використанням високих технологій. До магістратури інституту вступає чимало випускників бакалаврату факультету радіофізики, електроніки та комп'ютерних систем.
Згідно з наказом ректора, 5 березня 2014 р. радіофізичний факультет (РФФ) змінив назву на «Факультет радіофізики, електроніки та комп'ютерних систем» (ФРЕКС).

## Наукові дослідження
Теперішні наукові дослідження вчених факультету концентруються навколо таких наукових напрямків, як радіофізика; фізична електроніка, мікро-, нано- і квантова електроніка; фізика низькотемпературної плазми; напівпровідникова електроніка та структури на основі напівпровідників; медична радіофізика. Останні роки дослідження ведуться згідно з комплексними програмами: «Новітні та ресурсозберігаючі технології» (кер. — академік НАН України, проф. Находкін М. Г.), «Інформатизація суспільства» (кер. — академік АПН України, проф. Третяк О. В.), «Матеріали і речовини» (кер. — академік НАН України, проф. Скопенко В. В.) та «Здоров'я людини» (кер. — проф. Остапченко Л. І.).
Особливо слід відзначити, що наукові дослідження на факультеті є водночас і фундаментальними, і прикладними. Ще однією характерною особливістю проведення наукової роботи є широке залучення до неї студентів, які навчаються на молодших курсах. Це відповідає суті вимог Болонського процесу: навчання через наукові дослідження.
Плідним для факультету виявилось встановлення і розвиток міжнародних наукових-навчальних зв'язків з провідними науково-освітянськими центрами США, Франції, Тайваню, Німеччини, Голландії, Великої Британії, Китаю та інших країн. Це дозволяє урізноманітнити форми навчання та проведення наукових досліджень, організувати взаємообмін у навчанні, стажуванні та викладацькій роботі.

## Напрями підготовки[1]
На сьогодні(24.02.2020) факультет готує випускників денної форми навчання за освітньо-кваліфікаційними рівнями «бакалавр», «спеціаліст» та «магістр» з наступних напрямків підготовки:
- бакалаврат «прикладна фізика» — 85 місць - ліцензійний обсяг;
  - магістерська програма «радіофізика та електроніка» — 100 бюджетних місць;
  - магістерська програма «медична фізика» — 20 бюджетних місць;
- бакалаврат «комп'ютерна інженерія» — 100 місць - ліцензійний обсяг;
  - магістерська програма «комп'ютерні системи та мережі» — 30 бюджетних місць;
- бакалаврат «телекомунікації та радіотехніка» (на базі диплома молодшого спеціаліста на другий курс) —70 місць - ліцензійний обсяг(30 на базі диплома молодшого спеціаліста).

## Традиції
Значною подією в житті колективу є Дні факультету, які святкуються двічі на рік, і історія яких сягає понад три десятиріччя. 7 травня проводиться День Радіофізика, а в першу п'ятницю грудня — День Зимового Протистояння. Програма цих фестивалів передбачає спортивні змагання між студентами та викладачами, турнір молодих радіофізиків (професійне змагання майбутніх фахівців), парад гумористичних вітань студентів всіх курсів (своєрідні театральні міні-вистави), веселу прес-конференцію найулюбленіших та найшановніших викладачів, аукціон подарунків та сувенірів спонсорів, дискотеки, а також центральний захід свята — прем'єра вистави факультетського театру.

## Кафедри
Станом на 2011 рік на факультеті діють такі кафедри:
- Кафедра фізичної електроніки (утворена у 1952 році, 1940–1952 — в складі фізичного факультету, до 1952 року називалася кафедрою електрофізики)
- Кафедра квантової радіофізики (перейменована у 1962 році, з 1952 до 1962 року — кафедра радіофізики)
- Кафедра нанофізики та наноелектроніки (1972, до 2011 — кріогенної мікроелектроніки)
- Кафедра електрофізики (1952, 1932–1937 як спеціалізація на фізико-математичному факультеті КНУ, 1937–1940 як кафедра на тому ж факультеті, 1940–1952 у складі фізичного факультету КНУ, який було створено у 1940 році)
- Кафедра комп'ютерної інженерії (2010, створена в результаті реорганізації кафедри напівпровідникової електроніки)
- Кафедра медичної радіофізики (1995)
- Кафедра математики та теоретичної радіофізики (1986, створена в результаті реорганізації двох кафедр: кафедри математики та математичної фізики і кафедри теоретичної радіофізики)
- Кафедра радіотехніки та радіоелектронних систем (2011, є наступницею кафедри загальної радіотехніки (з 1974 р. — радіоелектроніки))

Починаючи з 1952 року на факультеті існували такі кафедри:
- Кафедра фізики напівпровідників (1952–1996, у 1996 році на базі даної кафедри і кафедри радіоелектроніки створено кафедру напівпровідникової електроніки)
- Кафедра математики і математичної фізики (1961–1986, з 1986 року у результаті реорганізації ввійшла до складу новоствореної кафедри математики та теоретичної радіофізики)
- Кафедра радіоелектроніки (1962–1996, у 1996 році на базі даної кафедри і кафедри фізики напівпровідників створено кафедру напівпровідникової електроніки)
- Кафедра нелінійної оптики (1964–1993, з 1964 до 1972 року називалася кафедра молекулярної та радіоспектроскопії)
- Кафедра теоретичної радіофізики (1983–1986, з 1986 року у результаті реорганізації ввійшла до складу новоствореної кафедри математики та теоретичної радіофізики)
- Кафедра напівпровідникової електроніки (1996–2010, на базі кафедр радіоелектроніки та фізики напівпровідників)

## Декани
- Дерюгін Іван Андрійович 1952–1954
- Карханін Юрій Іванович 1954–1963
- Конділенко Іван Іванович 1963–1972
- Находкін Микола Григорович 1972–1990
- Третяк Олег Васильович 1990–1992
- Мелков Геннадій Андрійович 1992–2002
- Григорук Валерій Іванович 2002–2007
- Анісімов Ігор Олексійович 2007-2020
- Нетреба Андрій В'ячеславович з 2020

## Наукові видання факультету
- Вісник Київського національного університету імені Тараса Шевченка. Серія Радіофізика та електроніка